# Curt Lindström (musiker)
 Curt Erik Christoffer Wilhelm Lindström, ursprungligen Curt Erik Wilhelm Lindström, född 4 maj 1946 i Jönköpings Sofia församling, Jönköping, död 21 januari 1987 i Borås Gustav Adolfs församling, Borås, var en svensk organist och tonsättare,

## Biografi
Curt Lindström  var musikdirektör och verkade som organist i Timrå församling 1970–1975, i Ulricehamns församling 1975–1980 och i Borås Caroli församling 1980–1987. Han utgav flera kompositioner för kör och var anlitad som tonsättare vid arbetet med Den svenska psalmboken 1986' och gudstjänstordning för Svenska kyrkan. Han finns representerad i 1986 års psalmbok med tonsättningar till fem verk, psalmerna 559, 659a, 668, 688 och 697:9.

## Psalmer
- Lovsången (1986 nr 697:9)
- Saligt är det folk som vet vad jubel är (1986 nr 668) tonsatt 1984
- Saliga de som hör Guds ord (1986 nr 688) tonsatt 1981
- Som hjorten trängtar till vattenbäckar (1986 nr 659a) tonsatt 1984
- Tron sig sträcker efter frukten (1986 nr 559) tonsatt 1986

## Curt Lindströms minnesfond
Till minne av Lindström delas vartannat år ut ett stipendium ”till den kyrkomusiker, som genom brobyggande musikarbete i Kristi Kyrka väl förvaltar sin gåva ’Gud till ära och församlingen till uppbyggelse’”. I listan nedan förtecknas några av pristagarna:
- 2011 – Håkan Alinder, tidigare verksam som kyrkomusiker i Vreta Kloster, där han varit ledare för flera körer samt skrivit körmusik.[5]
- 2013 – Lena Brattgård, organist i Kungälvs församling, för insatser för körsång för alla åldrar och körens roll i liturgin.[6]
- 2015 – Anna Kjellin, kyrkomusiker i Falun, med motiveringen: ”kyrkomusiker med stor och bred kompetens som vågar tänka nytt och spännande i körarbetet. Hon har också kunskaper på arbetsområden som normalt inte hör till kyrkomusikerns. Hennes förmåga att planera och genomföra arbetsuppgifter med intresse, framåtanda och högt tempo kan intygas av många, i församling, pastorat, kontrakt och stift”.[7]
- 2017 – Helene Stensgård Larsson, kyrkomusiker i Vasa församling i Göteborg, med motiveringen att prismottagaren "är en kyrkomusiker som lever kyrkans liv och är väl förtrogen med kyrkans musik. Helenes arbete präglas av en liturgisk medvetenhet som är smittande i sin riktning mot gudstjänsten."[8]
- 2019 – Annica Sjöstrand, organist i Sofiakyrkan i Jönköping, med motiveringen  ”Med stor yrkesskicklighet och entusiasm arbetar hon såväl med det grandiost storslagna som med det lilla och enkla.”[9]
- 2021 – Birgitta Landgren, kyrkomusiker i Stensjökyrkan i Mölndal, med motiveringen “Hon låter sina korister sjunga brett ur kyrkans sångskatt och ger dem glädjen att upptäcka den fantastiska rikedom som kyrkan äger i sin lovsång till Gud”[10]